# Мабеди, Патрик
Патрик Мабеди (англ. Patrick Mabedi; 5 ноября 1973 года, Блантайр, Малави) — малавийский футболист, защитник. Главный тренер сборной Малави.

## Игровая карьера
В футбол начал играть на родине, в клубе «Биг Буллетс». В 1998 году перешёл в южноафриканский клуб «Кайзер Чифс», за который выступал на протяжении восьми сезонов, принеся клубу первые два чемпионских титула Премьер-лиги (в сезонах 2003/04 и 2004/05) и дважды став обладателем Кубка ЮАР. В 2006 году перешёл в «Морока Свэллоуз», в котором и завершил карьеру спустя два года.
За сборную дебютировал 11 мая 1996 года в товарищеском матче против сборной Замбии. В составе сборной участвовал в первых восьми розыгрышах Кубка КОСАФА, став в 2002 и 2003 годах финалистом турнира. Последний матч провёл 4 сентября 2004 года против сборной Кении в рамках отбора к чемпионату мира 2006.

## Тренерская карьера
Начал тренерскую карьеру в качестве главы академии «Морока Свэллоуз» в 2011 году. Сезон 2014/15 провёл в качестве ассистента главного тренера клуба Крейга Россли. Покинув по окончании сезона, стал помощником Мухсина Эртуграла, возглавлявшего «Мпумаланга Блэк Эйсиз». Недолго проработав в тренерском штабе сборной Малави, в 2016 году принял первый тренерский пост в карьере, возглавив «Кейптаун Олл Старз» и заняв девятое место в Первом дивизионе. В июле 2017 года стал помощником тренера «Кайзер Чифс» Стива Комфелы. 23 апреля 2018 года, после увольнения Комфелы, был назначен исполняющим обязанности главного тренера, а в начале декабря был освобождён от обязанностей. Летом 2019 года вошёл в тренерский штаб Лионеля Соккойи, возглавившего «Блэк Леопардс». Уже 17 сентября вместе с французским специалистом был уволен. 26 апреля 2023 года был назначен на пост главного тренера сборной Малави.

## Достижения
«Кайзер Чифс»
- Чемпион ЮАР: 2003/04, 2004/05
- Обладатель Кубка ЮАР: 2000, 2006